# Elizabeth Cuevas Melken
Norma Elizabeth Cuevas Melken (f. 1 de abril de 2019) fue una política mexicana, miembro del Partido Revolucionario Institucional (PRI). Fue diputada federal y senadora por el estado de Campeche.

## Biografía
Fue maestra normalista, ejerciendo gran parte de su carrera política como integrante del Sindicato Nacional de Trabajadores de la Educación y fue secretaria general de la Asociación Nacional Femenil Revolucionaria (ANFER) del PRI; en la política campechana, fue miembro del grupo político opositor a Carlos Sansores Pérez.
En 1982 fue elegida senadora suplente por su estado en segunda fórmula, siendo propietario Renato Sales Gasque para las Legislaturas LII y LIII que culminarían en 1988. En 1985 fue elegida diputada federal por el Distrito 1 de Campeche a la LIII Legislatura, asumiendo el cargo el 1 de septiembre de ese año para finalizar en igual fecha de 1988; sin embargo, el 28 de diciembre de 1985 fue convocada a suplir en el senado a Sales Gasque, que se había separado del cargo el día anterior, para ser Procurador General de Justicia del Distrito Federal y en consecuencia optó por el cargo de senadora dejando la diputación, protestó como tal el mismo 28 de diciembre y permaneció en el cargo hasta el 31 de agosto de 1988.
Permaneció alejada de los cargos públicos hasta que fue nombrada delegada de la Cruz Roja Mexicana en el estado de Campeche para el periodo de 2007 a 2009. Falleció el día 1 de abril de 2019.